# Die Kronzeugin (1937)
Die Kronzeugin ist ein deutscher Kriminalfilm aus dem Jahr 1937, der unter der Regie von Georg Jacoby entstand. Der Spielfilm basiert auf Motiven eines Bühnenstücks von George Clifford Marivale.

## Handlung
Der Komponist Stefan Laurin erfährt durch einen Anruf des Marienhospitals, dass seine geschiedene Ehefrau Elise Laurin nach einem Verkehrsunfall, den sie in suizidaler Absicht vorsätzlich herbeigeführt hat, dort eingeliefert wurde. Zufällig ist auch sein Freund und Anwalt Dr. Sanders bei diesem Telefonat anwesend. Diesem gegenüber erwähnte er zuvor, dass seine Frau ihn nur wegen des „notorischen Verbrechers“ Cabano verlassen hat. Laurin eilt zu Elise ins Krankenhaus. Am Krankenbett teilt sie Laurin mit, dass sie von Cabano erpresst wird.
Stefan Laurin begibt sich sofort zu der Wohnung von Cabano und findet diesen erschossen auf. Daraufhin verlässt er fluchtartig den Tatort. Als er zu Hause eintrifft, empfangen ihn bereits Kriminalkommissar Geller und ein weiterer Kriminalbeamter mit der Todesnachricht von seiner geschiedenen Ehefrau. Diese sei vor 30 Minuten ihren Verletzungen erlegen. Die Beamten finden bei Laurin einige Briefe, die Elise an Cabano gerichtet hat. Laurin gibt unumwunden zu, diese bei Cabano gefunden zu haben. Daraufhin wird Laurin von der Polizei vorläufig festgenommen. Nachdem in der Wohnung Cabano Fingerabdrücke von Laurin auf einem Schreibtisch gefunden wurde und er für die Tatzeit kein Alibi angeben kann, wird ein entsprechender richterlicher Haftbefehl wegen Totschlags beantragt. Im Rahmen einer Einvernahme durch den zuständigen Untersuchungsrichter ergeben sich weiterhin keine entlastenden Tatsachen für Laurin.
Kriminalrat Radloff, der die Ermittlungen in der Todessache Cabano führt, hatte zwischenzeitlich im Amt Besuch von der Sängerin Jelena Rakowska, die vorgibt einen Diebstahl anzeigen wollen. Während des Gespräches erhielt Radloff die telefonische Nachricht von Kommissar Geller vom Todesfall Cabano. Radloff entgeht hierbei nicht, dass die Rakowska, welche das Telefonat verfolgt hat, in gewisse Unruhe verfällt.
In der Gerichtsverhandlung wegen des Vorwurfes des Totschlages bleibt Laurin weiterhin bei seiner Aussage kein Alibi für die Tatzeit zu haben. Die Sängerin Rakowska, die als Zuschauerin den Prozess verfolgt, meldet sich kurz vor den Plädoyers zu Wort um eine Aussage machen und dem Angeklagten Laurin ein Alibi für die Tatzeit zu geben. Die Rakowska wusste zu diesem Zeitpunkt von der Unschuld Laurins, da sie davon Kenntnis hatte, dass ihre Schwester Nina Schirrmacher in den Fall verwickelt war. Der Prozess wird unterbrochen und Laurin auf Grund des Alibis freigesprochen.
Nach der Freilassung rät ihm Kriminalrat Radloff, der einen Hang zur klassischen Literatur hat, ein Musikstück zu komponieren, das die Geschichte der Tötung Cabanos zum Inhalt hat. Vorbild dafür sei Die Mausefalle als Stück im Stück in William Shakespeares Tragödie Hamlet. 
Während der einige Zeit später stattfindenden Aufführung mit der Sängerin Rakowska in der Hauptrolle, kommt zu einer dramatischen Szene in dem von Laurin geschriebenen Stück. Die Rakowska erschießt vermeintlich Stefan Laurin, der hier auch als Sänger auftritt. Nina Schirrmacher verfolgt diese Szene von der Loge gemeinsam mit Radloff, der sich ihr gegenüber als Professor ausgegeben hat. Nina bricht daraufhin zusammen und gesteht Radloff die unbeabsichtigte Tötung von Cabano, der ihr ohne ernste Absichten die Ehe versprochen hatte.
Am Ende werden Stefan Laurin und Jelena Rakowska ein Liebespaar.

## Produktionsnotizen
Die Dreharbeiten zu Die Kronzeugin fanden von Mitte Dezember 1936 bis Ende Januar 1937 statt. Die Innenaufnahmen entstanden in den UFA-Ateliers in Neubabelsberg, dem heutigen Studio Babelsberg in Potsdam. Die Außenaufnahmen wurden im Riesengebirge und auf der Zugspitze gedreht. Die Uraufführung von Die Kronzeugin war am 21. April 1937 im Gloria-Palast in Berlin. Am 4. März 1937 wurde durch die nationalsozialistische Filmprüfstelle ein entsprechendes Jugendverbot für den Film erlassen.
Die Bauten stammen von den Filmarchitekten und Szenenbildnern Otto Hunte und Willy Schiller. Die Musik des Films komponierte Walter Gronostay und die Liedtexte stammen von Hans Fritz Beckmann. Die Herstellungsleitung hatten bei dieser Produktion Robert Wuellner und Hans-Herbert Ulrich.
Als Regieassistent ist Wolfgang Becker in den Quellen verzeichnet, der auch für den Filmschnitt zuständig war. Ab Mitte der 1950er Jahre drehte er als Regisseur bekannte Spielfilme. In späteren Jahren arbeitete er überwiegend für das Fernsehen und inszenierte etliche Episodenfolgen von populären Fernsehserien (unter anderem Der Kommissar, Derrick und Der Alte).

## Rezeption
„Als ein skrupelloser Mann ermordet wird, verhaftet man einen Unschuldigen und macht ihm den Prozeß. Erst die Aufführung einer Oper bringt die wahren Sachverhalte zu Tage und entlastet den Verurteilten. Kriminalistisch verheddertes Schicksalsmelodram, kultiviert gespielt.“

„Ein gebildeter Kommissar und sein Assistent brauchen lange Zeit, um zu erkennen, daß der Opernkomponist Laurin nicht der Mörder des Erpressers Cabano ist.“